# Paulianacarus orientalis
Paulianacarus orientalis är en kvalsterart som först beskrevs av Sandór Mahunka 1988.  Paulianacarus orientalis ingår i släktet Paulianacarus och familjen Lohmanniidae. Inga underarter finns listade i Catalogue of Life.